# Ulysses: A Dark Odyssey
Ulysses: A Dark Odyssey è un film del 2018 diretto da Federico Alotto.

## Trama
Torino, giorni nostri. Affetto da amnesia, un soldato di nome Ulysses torna a casa da una missione di guerra in Medio Oriente e appena arrivato si mette alla ricerca dell'amata moglie.

## Distribuzione
Il film è stato distribuito nelle sale cinematografiche italiane a partire dal 14 giugno 2018.